# Toro Rosso STR3
El Toro Rosso STR3 es un monoplaza de F1 que usó la Scuderia Toro Rosso para competir en 2008. Diseñado por Adrian Newey, compartía chasis con el RB4 del equipo de Fórmula 1 Red Bull.

## Información
El STR3 fue el monoplaza que pilotaron Sebastian Vettel y Sébastien Bourdais para la Scuderia Toro Rosso en la temporada de 2008, concretamente, a partir del Gran Premio de Mónaco (en las carreras previas habían utilizado un modelo revisado de su antecesor, el STR2, de forma provisional).

## Logros
El STR3 compitió en 13 Grandes Premios, logrando puntuar en 9 de ellos y siendo un habitual del top ten en las sesiones clasificatorias. Además, consiguió una pole position y una victoria de la mano de Vettel en el Gran Premio de Italia, bajo la lluvia. Entre sus dos pilotos sumó un total de 37 puntos (35 de Vettel) y permitió a Toro Rosso acabar sexto en el mundial de constructores, el mejor resultado de su historia.

## Resultados
(Clave) (negrita indica pole position) (cursiva indica vuelta rápida)
| Año  | Motor              | Neu. | N.º | Pilotos            | 1   | 2   | 3   | 4   | 5   | 6   | 7   | 8   | 9   | 10  | 11  | 12  | 13  | 14  | 15  | 16  | 17  | 18  | Puntos | Pos. |
| ---- | ------------------ | ---- | --- | ------------------ | --- | --- | --- | --- | --- | --- | --- | --- | --- | --- | --- | --- | --- | --- | --- | --- | --- | --- | ------ | ---- |
| 2008 | Ferrari 056 2.4 V8 | B    |     |                    | AUS | MYS | BHR | ESP | TUR | MON | CAN | FRA | GBR | GER | HUN | EUR | BEL | ITA | SIN | JPN | CHN | BRA | 39*    | 6º*  |
| 2008 | Ferrari 056 2.4 V8 | B    | 14  | Sébastien Bourdais |     |     |     |     |     | Ret | 13  | 17  | 11  | 12  | 18  | 10  | 7   | 18  | 12  | 10  | 13  | 14  | 39*    | 6º*  |
| 2008 | Ferrari 056 2.4 V8 | B    | 15  | Sebastian Vettel   |     |     |     |     |     | 5   | 8   | 12  | Ret | 8   | Ret | 6   | 5   | 1   | 5   | 6   | 9   | 4   | 39*    | 6º*  |

*2 puntos logrados con el STR2B.